# Anahuac (Texas)
La ville d’Anahuac (en anglais [ˈænəˌwæk]) est une ville située sur Trinity Bay, à environ 70 km à l'est de Houston. Elle est le siège du comté de Chambers, dans l’État du Texas, aux États-Unis. Lors du recensement de 2010, sa population s’élevait à 2 243 habitants.

## Démographie
| Groupe            | Anahuac | Texas | États-Unis |
| ----------------- | ------- | ----- | ---------- |
| Blancs            | 66,4    | 70,4  | 72,4       |
| Autres            | 15,2    | 10,6  | 6,4        |
| Afro-Américains   | 14,4    | 11,9  | 12,6       |
| Métis             | 3,0     | 2,7   | 2,9        |
| Asiatiques        | 0,6     | 3,8   | 4,8        |
| Amérindiens       | 0,3     | 0,7   | 0,9        |
| Total             | 100     | 100   | 100        |
|                   |         |       |            |
| Latino-Américains | 25,5    | 37,6  | 16,7       |

Selon l'American Community Survey pour la période 2011-2015, 75,83 % de la population âgée de plus de 5 ans déclare parler l'anglais à la maison, 20,68 % déclare parler l'espagnol, 1,98 % l'arabe 0,57 % le français et 0,94 % une autre langue.